# Communauté d'agglomération Pau Béarn Pyrénées
La communauté d'agglomération Pau Béarn Pyrénées (en abrégé CAPBP), est une structure intercommunale française située dans le département des Pyrénées-Atlantiques et la région Nouvelle-Aquitaine.

## Histoire
La communauté d'agglomération Pau Béarn Pyrénées a été créée le 1er janvier 2017 par la fusion entre la communauté d'agglomération de Pau-Pyrénées et les communautés de communes Gave et Coteaux et du Miey de Béarn.

## Territoire communautaire

### Géographie
Située au centre-est du département des Pyrénées-Atlantiques, la communauté d'agglomération Pau Béarn Pyrénées regroupe 31 communes et présente une superficie de 343,6 km2.

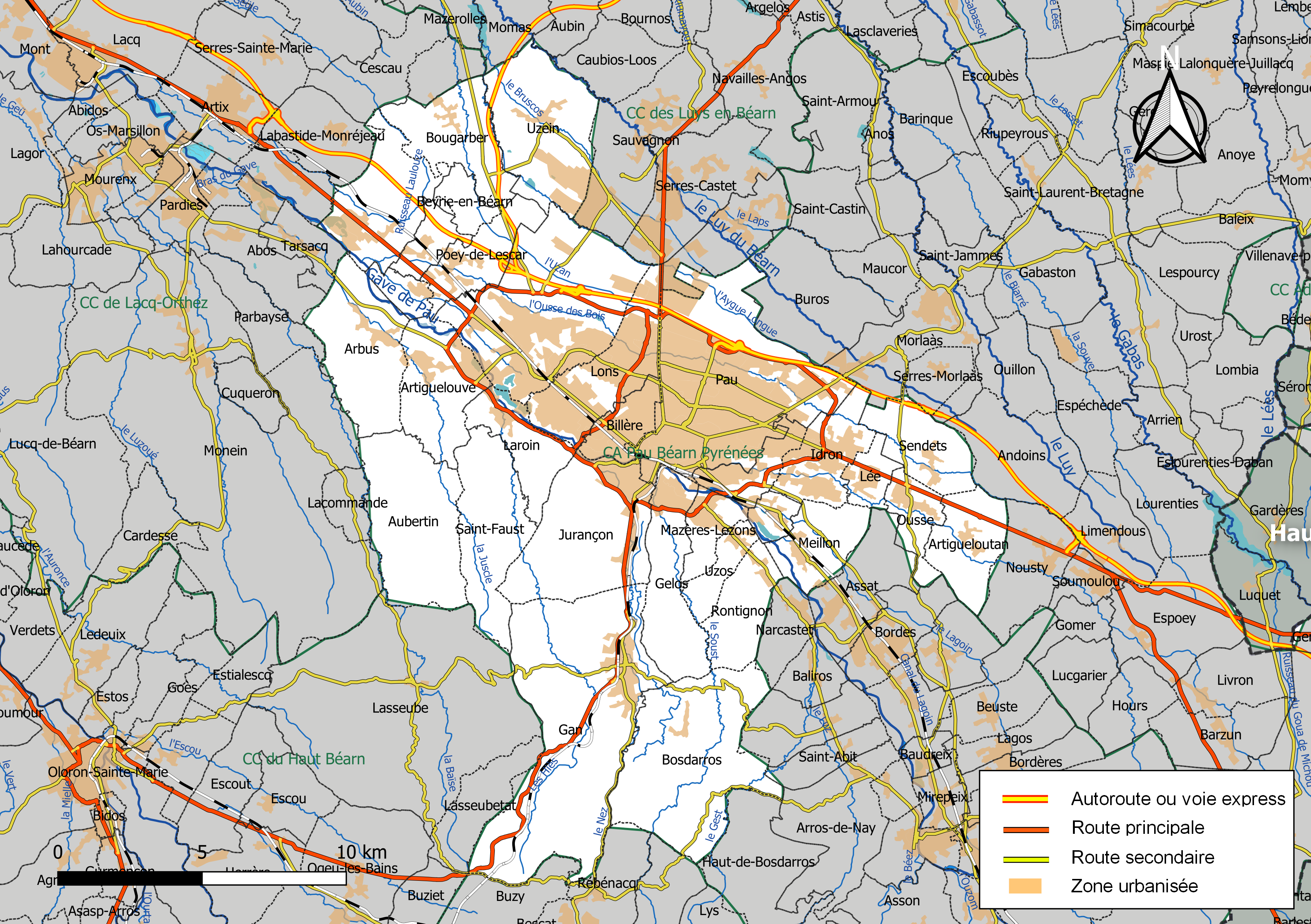
Carte de la communauté d'agglomération Pau Béarn Pyrénées au 1er janvier 2019.

### Hydrographie
La communauté d'agglomération Pau Béarn Pyrénées est traversée par le gave de Pau, en contrebas de la ville de Pau, et rejoint par plusieurs affluents (en rive gauche, côté Pyrénées) sur le territoire de l'agglomération.

### Composition

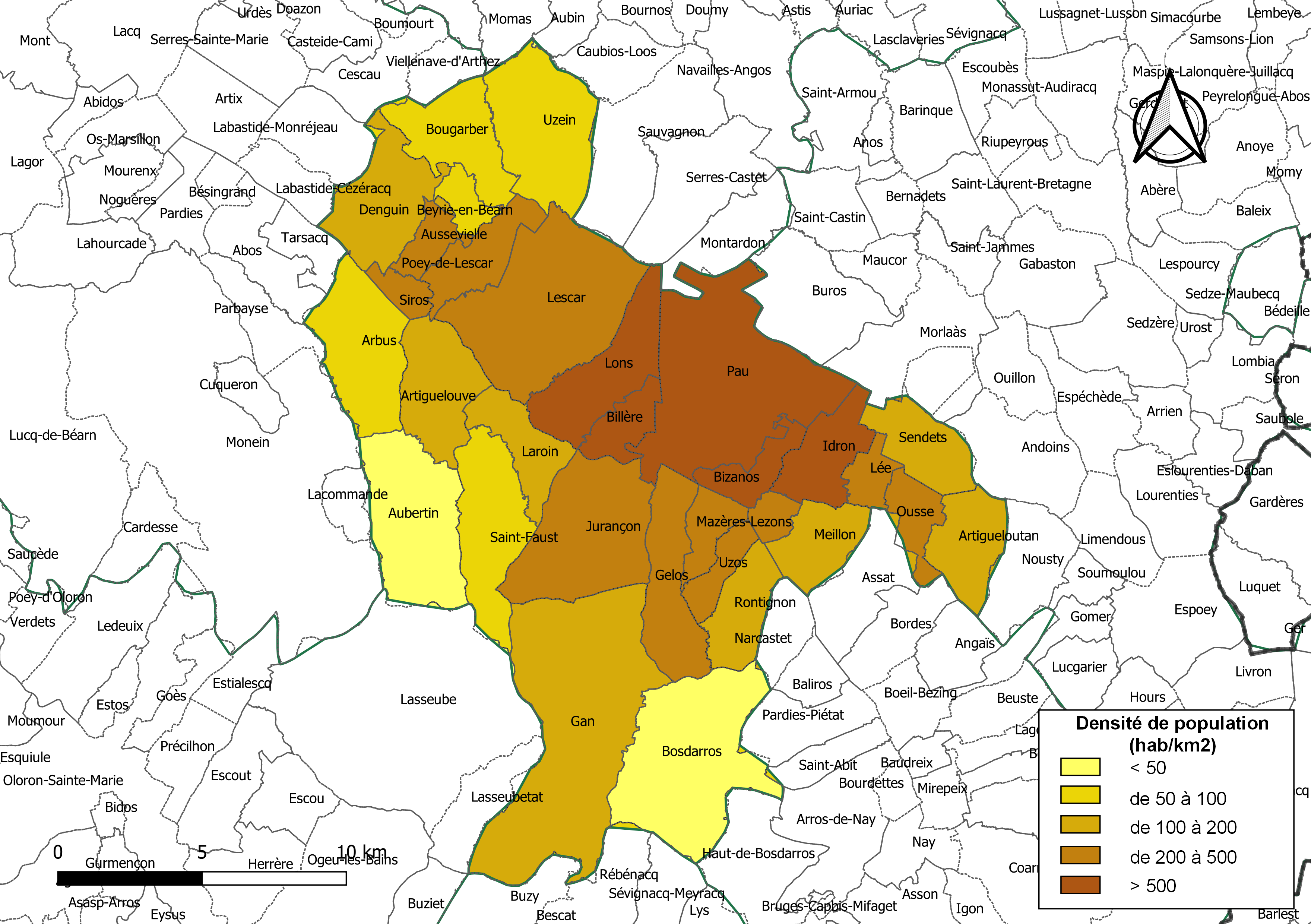
Carte des densités de population (millésimée 2016) des communes de la communauté d'agglomération Pau Béarn Pyrénées. Composition en communes au 1er janvier 2019.

Intercommunalités des Pyrénées-Atlantiques depuis 2018.

La communauté d'agglomération est composée des 31 communes suivantes :

| Nom             | Code Insee | Gentilé          | Superficie (km2) | Population (dernière pop. légale) | Densité (hab./km2) |
| --------------- | ---------- | ---------------- | ---------------- | --------------------------------- | ------------------ |
| Pau (siège)     | 64445      | Palois           | 31,51            | 78 620 (2022)                     | 2 495              |
| Arbus           | 64037      | Arbusiens        | 13,89            | 1 235 (2022)                      | 89                 |
| Aressy          | 64041      | Arésyiens        | 2,15             | 846 (2022)                        | 393                |
| Artigueloutan   | 64059      | Artigueloutanais | 8,12             | 1 100 (2022)                      | 135                |
| Artiguelouve    | 64060      | Artiguelouviens  | 10,74            | 2 025 (2022)                      | 189                |
| Aubertin        | 64072      | Aubertinois      | 17,16            | 662 (2022)                        | 39                 |
| Aussevielle     | 64080      | Ausseviellois    | 3,26             | 833 (2022)                        | 256                |
| Beyrie-en-Béarn | 64121      | Beyriens         | 2,72             | 195 (2022)                        | 72                 |
| Billère         | 64129      | Billérois        | 4,57             | 14 037 (2022)                     | 3 072              |
| Bizanos         | 64132      | Bizanosiens      | 4,42             | 4 570 (2022)                      | 1 034              |
| Bosdarros       | 64139      | Bosdarrosiens    | 24,77            | 969 (2022)                        | 39                 |
| Bougarber       | 64142      | Bougarbersiens   | 10,29            | 857 (2022)                        | 83                 |
| Denguin         | 64198      | Denguinois       | 12,29            | 1 774 (2022)                      | 144                |
| Gan             | 64230      | Gantois          | 39,62            | 5 649 (2022)                      | 143                |
| Gelos           | 64237      | Gelosiens        | 11,03            | 3 595 (2022)                      | 326                |
| Idron           | 64269      | Idronnais        | 7,78             | 5 134 (2022)                      | 660                |
| Jurançon        | 64284      | Jurançonnais     | 18,78            | 7 063 (2022)                      | 376                |
| Laroin          | 64315      | Laroinais        | 7,04             | 1 035 (2022)                      | 147                |
| Lée             | 64329      | Léens            | 2,94             | 1 266 (2022)                      | 431                |
| Lescar          | 64335      | Lescariens       | 26,5             | 9 540 (2022)                      | 360                |
| Lons            | 64348      | Lonsois          | 11,53            | 13 708 (2022)                     | 1 189              |
| Mazères-Lezons  | 64373      | Mazérois         | 4                | 1 831 (2022)                      | 458                |
| Meillon         | 64376      | Meillonnois      | 7,08             | 948 (2022)                        | 134                |
| Ousse           | 64439      | Oussois          | 4,46             | 1 667 (2022)                      | 374                |
| Poey-de-Lescar  | 64448      | Poeyens          | 6,74             | 1 860 (2022)                      | 276                |
| Rontignon       | 64467      | Rontignonais     | 7,06             | 868 (2022)                        | 123                |
| Saint-Faust     | 64478      | Saint-Faustins   | 13,51            | 740 (2022)                        | 55                 |
| Sendets         | 64518      | Sendessois       | 7,73             | 1 156 (2022)                      | 150                |
| Siros           | 64525      | Sirosiens        | 2,21             | 840 (2022)                        | 380                |
| Uzein           | 64549      | Uzinois          | 16,19            | 1 320 (2022)                      | 82                 |
| Uzos            | 64550      | Uzossiens        | 3,52             | 851 (2022)                        | 242                |

### Démographie
| 1968    | 1975    | 1982    | 1990    | 1999    | 2010    | 2015    | 2021    |
| ------- | ------- | ------- | ------- | ------- | ------- | ------- | ------- |
| 120 839 | 137 003 | 143 165 | 149 217 | 154 488 | 163 531 | 161 891 | 164 785 |

### Historique des logos

Ancien logo de 2018 à 2019.
Logo actuel depuis 2019.

## Administration

### Siège
Le siège de la communauté d'agglomération est situé à Pau.

### Les élus
Le conseil communautaire de la communauté d'agglomération se compose de 85 conseillers, représentant chacune des communes membres et élus pour une durée de six ans.
Ils sont répartis comme suit :
| Nombre de conseillers | Communes               |
| --------------------- | ---------------------- |
| 37                    | Pau                    |
| 6                     | Billère, Lons          |
| 4                     | Lescar                 |
| 3                     | Jurançon               |
| 2                     | Bizanos, Gan, Idron    |
| 1 (+1 suppléant)      | les 23 autres communes |

### Présidence
| Période                                  | Période  | Identité        | Étiquette | Qualité                |
| ---------------------------------------- | -------- | --------------- | --------- | ---------------------- |
| Les données manquantes sont à compléter. |          |                 |           |                        |
| 2 janvier 2017                           | En cours | François Bayrou | MoDem     | Maire de Pau (2014 → ) |

#### Bureau communautaire

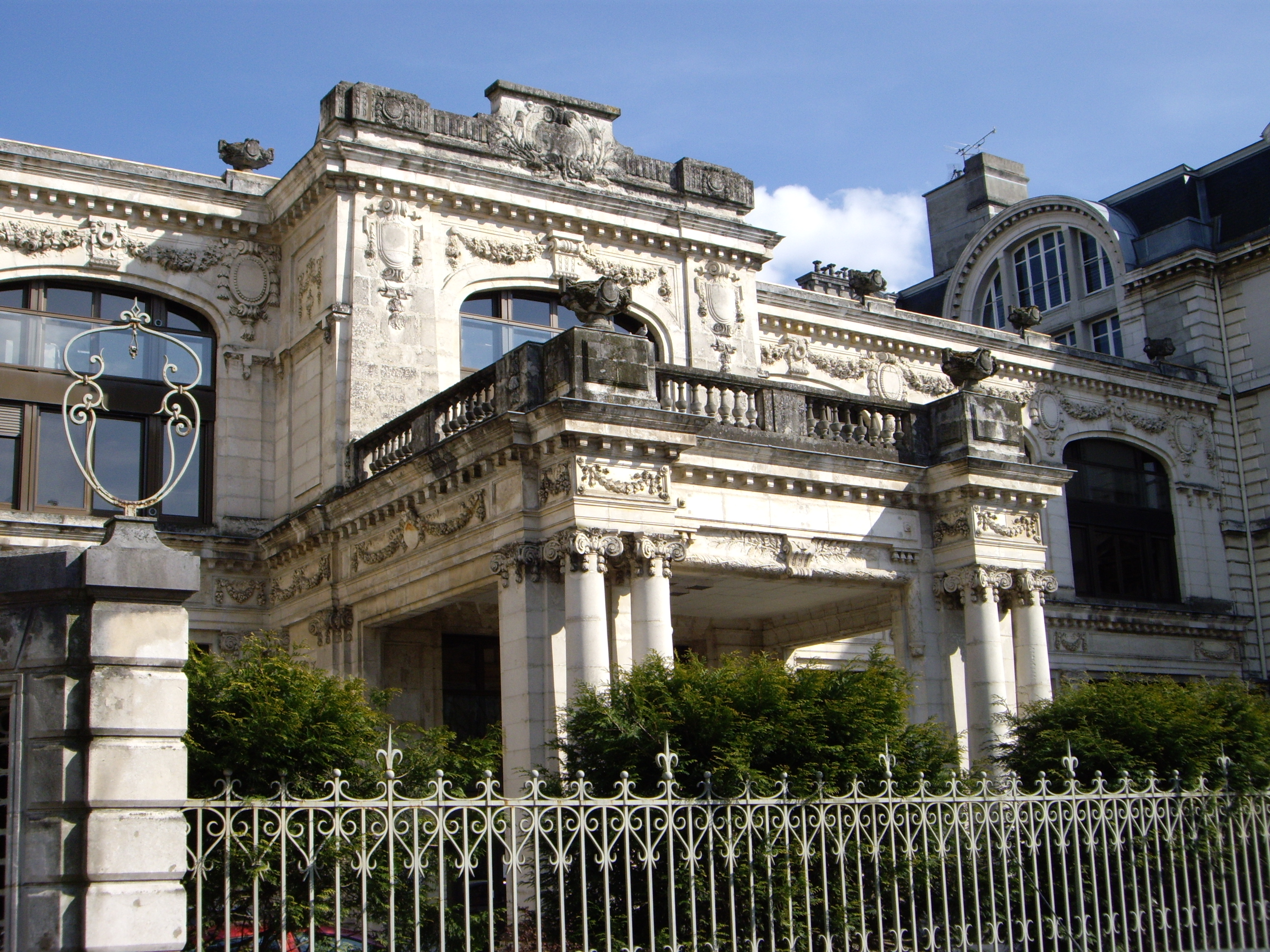
Hôtel de France (siège de la communauté d'agglomération de Pau Béarn Pyrénées).

Le bureau communautaire est constitué de 49 membres, dont le président et 15 vice-présidents.
| Président                                                            |
| Président : François Bayrou (maire de Pau)                           |
| Vice-Présidents                                                      |
| 1re vice-présidente : Monique Semavoine (maire de Mazères-Lezons)    |
| 2e vice-présidente : Annie Hild (maire d'Idron)                      |
| 3e vice-président : Michel Bernos (maire de Jurançon)                |
| 4e vice-président : Nicolas Patriarche (maire de Lons)               |
| 5e vice-président : Francis Pèes (maire de Gan)                      |
| 6e vice-président : André Arribes (maire de Bizanos)                 |
| 7e vice-présidente : Michèle Laban Winograd (maire de Artigueloutan) |
| 8e vice-président : Jean-Yves Lalanne (maire de Billère)             |
| 9e vice-président : Christian Laine (maire de Lescar)                |
| 10e vice-président : Pascal Mora (maire de Gelos)                    |
| 11e vice-président : Didier Larrieu (maire d'Arbus)                  |
| 12e vice-président : Claude Ferrato (maire d'Aressy                  |
| 13e vice-président : Jean-Claude Bourriat (maire d'Ousse)            |
| 14e vice-président : Michel Plissonneau (maire de Sendets)           |
| 15e vice-président : Gérard Guillaume (maire de Lée)                 |

## Compétences
Depuis sa création le 1er janvier 2017, la communauté d'agglomération exerce sur son périmètre et en intégralité les compétences obligatoires. Elle disposait d'un an pour harmoniser les compétences optionnels, et deux ans pour les compétences facultatives.
Au 1er avril 2019, elle exerce 42 compétences :

### Production, distribution d'énergie
- Création, aménagement, entretien et gestion des réseaux de chaleur ou de froid urbains 
- création et exploitation d'un réseau public de chaleur de 44 km, alimenté à 50 % par une unité de valorisation énergétique, à 25 % par une chaufferie biomasse et à 25 % par une centrale à gaz, avec un projet expérimental de stockage thermique en fosse[8].

### Environnement et cadre de vie
- Assainissement collectif 
- Assainissement non collectif 
- entretien et réhabilitation des installations d'assainissement non collectif

- Collecte et traitement des déchets des ménages et déchets assimilés
- Lutte contre les nuisances sonores 
- Lutte contre la pollution de l'air
- Gestion des milieux aquatiques et prévention des inondations (GEMAPI)
- Autres actions environnementales
- gestion des eaux pluviales urbaines au sens de l'article L. 2226-1 du CGCT

### Sanitaires et social
- Action sociale 

### Politique de la ville / Prévention de la délinquance
- Élaboration du diagnostic du territoire et définition des orientations du contrat de ville ; animation et coordination des dispositifs contractuels de développement urbain, de développement local et d'insertion économique et sociale ainsi que des dispositifs locaux de prévention de la délinquance ; programmes d'actions définis dans le contrat de ville
- Contrat local de sécurité transports

### Développement et aménagement économique
- Actions de développement économique dans les conditions prévues à l'article L. 4251-17 ; création, aménagement, entretien et gestion de zones d'activité industrielle, commerciale, tertiaire, artisanale,touristique, portuaire ou aéroportuaire ; politique locale du commerce et soutien aux activités commerciales

### Développement et aménagement social et culturel
- Construction, aménagement, entretien et gestion d'équipements culturels et sportifs
- Activités culturelles ou socioculturelles 
- Mise en réseau d'activités culturelles
- organisation et/ou soutien aux activités et manifestations en faveur de la sociabilisation et du développement de la langue occitane et des cultures régionales
- mise en œuvre d'actions en faveur de la langue et de la culture béarnaise/gasconne/occitane
- soutien aux établissements cinématographiques classés art et essai dont la fréquentation porte sur l'ensemble du territoire : subvention versée à l'association Ciné ma passion (Méliès)
- étude sur le développement culturel
- éducation musicale
- organisation et soutien financier à des manifestations cultuelles significatives (rencontres, expositions, festivals, etc.)
- orchestre de Pau Pays de Béarn

- Activités sportives
- soutien financier à des manifestations et événements à caractère sportif contribuant à l'attractivité et à la promotion du territoire (Élan béarnais, Grand prix automobile, Tour de France, Concours international et championnats du monde d'attelage poney, etc.)
- soutien au développement des filières d'excellence sportive

### Aménagement de l'espace
- Schéma de cohérence territoriale (SCOT) 
- Schéma de secteur 
- Plans locaux d'urbanisme 
- Création et réalisation de zone d'aménagement concertée (ZAC) 
- Constitution de réserves foncières 
- Organisation de la mobilité, au sens des articles L.1231-1 et suivants du code des transports
- Transport scolaire 
- Organisation des transports non urbains 
- Prise en considération d'un programme d'aménagement d'ensemble et détermination des secteurs d'aménagement au sens du code de l'urbanisme 
- Plans de déplacement urbains 
- Etudes et programmation

### Voirie
- Création, aménagement, entretien de la voirie 
- Parcs de stationnement 

### Développement touristique
- Promotion du tourisme dont la création d'offices de tourisme

### Logement et habitat
- Programme local de l'habitat 
- Politique du logement non social 
- Politique du logement social 
- Action et aide financière en faveur du logement social
- Action en faveur du logement des personnes défavorisées
- Opération programmée d'amélioration de l'habitat (OPAH)
- Amélioration du parc immobilier bâti
- Droit de préemption urbain (DPU) pour la mise en oeuvre de la politique communautaire d'équilibre social de l'habitat 
- Actions de réhabilitation et résorption de l'habitat insalubre 

### Autres
- Infrastructure de télécommunication (téléphonie mobile...) 
- "construction, gestion, maintenance et exploitation des infrastructures passives de communications électroniques situées sous les voies communales et communautaires"

- NTIC (Internet, câble...) 
- Aménagement, entretien et gestion des aires d'accueil des gens du voyage
- Autres 
- activités d'eaux vives
- lancement d'un programme de signalétique économique
- participation aux actions menées enfaveur de l'université et de l'aéroport Pau Pyrénées, sous réserve d'être associé à l'élaboration et à la validation des projets d'investissement
- ramassage des animaux errants et enlèvement des carcasses d'animaux morts (chiens et chats) sur la voie publique
- gestion et construction du parc des expositions
- sentiers de randonnées communautaires à valeur touristique
- soutien financier aux activités de congrès et aux manifestations et événements générant des retombéeséconomiques et touristiques
- actions pour la mise en place de structures d'accueil et d'hébergement (gites ruraux,chambres d'hôtes)
- versement des contributions obligatoires d'incendie et de secours au SDIS pour le compte des communes membres

## Adhésion à des groupements
- Syndicat Mixte pour le traitement des boues

- Valor Béarn, Syndicat Mixte pour le traitement des déchets ménagers et assimilés du bassin Est

- Syndicat Mixte d'eau et d'assainissement Gave et Baïse

- Syndicat Mixte du bassin du Gave de Pau

- Pôle métropolitain Pays de Béarn

- Syndicat Mixte de l'Agle et de l'Aulouze

- Syndicat Mixte du Grand Pau

- Syndicat Mixte de l'aéroport Pau-Pyrénées

- Syndicat Mixte LA FIBRE64

- Syndicat des eaux Luy Gabas Lèes

- Agence publique de gestion locale

- Syndicat Mixte "Pau Béarn Pyrénées mobilités"

## Transports urbains
Le réseau IDELIS est exploité par la Société des transports de l'agglomération paloise (STAP) sous l'égide du Syndicat mixte Pau Béarn Pyrénées Mobilités.